# Римски дан
„Римски дан” је југословенски ТВ филм из 1987. године. Режирао га је Фарук Пирагић а сценарио је написао Миодраг Жалица.

## Улоге
| Глумац                  | Улога      |
| ----------------------- | ---------- |
| Дубравка Остојић        | Ливија     |
| Жарко Лаушевић          | Проперције |
| Драган Јовичић          | Октавијан  |
| Владислава Милосављевић | Талија     |
| Велимир Пшеничник Њирић |            |
| Зденко Јелчић           |            |
| Миралем Зупчевић        |            |
| Ненад Инџић             |            |
| Владо Керошевић         |            |